# Michael Drayton
Œuvres principales
- Poly-Olbion (1612, 1622)

Michael Drayton est un poète anglais né en 1563 à Hartshill, près d'Atherstone dans le Warwickshire, et mort le 23 décembre 1631 à Londres. 

## Biographie
Il a publié des pastorales, des élégies et des chansons, mais son œuvre la plus célèbre est le Poly-Olbion, une description de l'Angleterre et du pays de Galles en près de 15 000 vers alexandrins. Il est également l'auteur d'une vingtaine de pièces de théâtre.
Drayton est inhumé dans le Coin des poètes de l'abbaye de Westminster.